# Tephrosia gorgonea
Tephrosia gorgonea är en ärtväxtart som beskrevs av Antonio Xavier Pereira Coutinho. Tephrosia gorgonea ingår i släktet Tephrosia och familjen ärtväxter. Inga underarter finns listade i Catalogue of Life.